# Goga Kikatsjeisjvili
Goga Kikatsjeisjvili (31 augustus 1991) is een Georgisch voetbalscheidsrechter. Hij is in dienst van de FIFA en UEFA sinds 2021. Ook leidt hij wedstrijden in de Erovnuli Liga.
Op 22 juli 2021 leidde Kikatsjeisjvili zijn eerste wedstrijd in Europees verband, tussen FK RFS en Puskás Akadémia in de tweede voorronde van de UEFA Europa Conference League; het eindigde in 3–0 en de Georgiër trok viermaal een gele kaart. Zijn eerste interland floot hij op 8 september 2023, toen Luxemburg met 3–1 won van IJsland door doelpunten van Maxime Chanot, Yvandro Borges Sanches en Danel Sinani, met een tegentreffer van Hákon Arnar Haraldsson. Tijdens dit duel gaf Kikatsjeisjvili zes gele kaarten, waarvan twee aan de IJslander Hörður Björgvin Magnússon.

## Interlands
| Datum            | Plaats                  | Wedstrijd                 | Uitslag | Competitie             | Kreeg geel | Kreeg voor de tweede keer geel en dus rood | Weggestuurd |
| ---------------- | ----------------------- | ------------------------- | ------- | ---------------------- | ---------- | ------------------------------------------ | ----------- |
| 8 september 2023 | Luxemburg, Luxemburg    | Luxemburg – IJsland       | 3 – 1   | EK 2024 kwalificatie   | 5          | 1                                          | 0           |
| 7 juni 2024      | Jerevan, Armenië        | Armenië – Kazachstan      | 2 – 1   | Vriendschappelijk      | 0          | 0                                          | 0           |
| 14 november 2024 | Skopje, Noord-Macedonië | Noord-Macedonië – Letland | 1 – 0   | Nations League 2024/25 | 5          | 0                                          | 0           |

Laatst bijgewerkt op 15 november 2024.